# Свина (река, впадает в Поморскую бухту)
Свина (пол. Świna, нем. Swine) — пролив в Западно-Поморском воеводстве Польши, разделяющий острова Узедом и Волин и соединяющий Щецинскую лагуну с Померанской бухтой. Является частью эстуария Одры (через Свину в море попадает до 75 % одерской воды). В случае сильных ветров с Балтийского моря направление течения Свины меняется, и уже не речная вода поступает в море, а морская вода поступает в Щецинскую лагуну. Длина Свины составляет около 16 км, ширина от 100 до 1000 метров.
В 1880 году от изгиба Свины южнее Свинемюнде через остров Узедом был прорыт канал Кайзерфарт, отделивший от Узедома новый остров Карсибур.
В устье Свины находится морской порт Свиноуйсьце, выше по течению имеются малые порты Пжитур и Карсибур. Единственный мост через Свину (Пястовский мост) расположен в Свиноуйсьце.